# Oxymorostes riedeli
Oxymorostes riedeli är en skalbaggsart som beskrevs av Alberto Ballerio 2009. Oxymorostes riedeli ingår i släktet Oxymorostes och familjen Hybosoridae. Inga underarter finns listade i Catalogue of Life.